# Katy Keene
Cet article concerne le personnage d’Archie Comics. Pour l’adaptation en série télévisée, voir Katy Keene (série télévisée).
Katy Keene est un personnage de comics de l'éditeur Archie Comics.
Elle est introduite pour la première fois en 1945 dans le numéro 5 du comics Wilbur Comics, quand l'éditeur s'intitule encore MLJ Comics. Elle est présentée comme une Pin-up aux multiples talents, étant à la fois mannequin, actrice et chanteuse, et dont la beauté fait chavirer les cœurs de nombreux prétendants.

## Historique de publication

### Les débuts du personnage

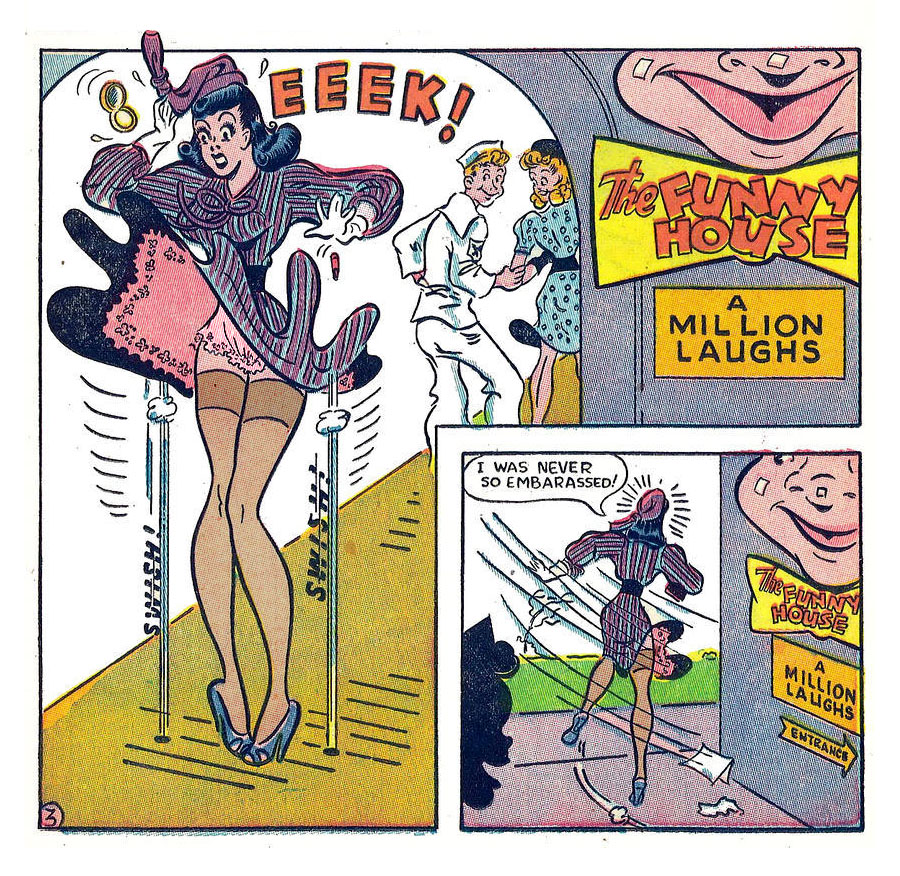
Extrait d'un comics dans lequel apparaît Katy.

Katy Keene apparaît pour la première fois sous la plume de Bill Woggon dans le cinquième numéro du comics Wilbur dans une histoire secondaire. Elle reste ainsi cantonnée à des histoires complémentaires à celles du personnage principal du comics ainsi que dans des anthologies consacrés à Archie Andrews et sa bande jusqu'en 1949 avec le premier numéro d'un comics portant son nom.
Celui-ci est un succès qui durera douze ans. On la retrouve parallèlement dans d'autres comics comme Pep Comics, Laugh Comics et dans des numéros spéciaux dont Katy Keene Pinup Parade et Katy Keene Fashion Book Magazine.
Archie Comics mis en place un système spécial pour certains numéros : les lecteurs pouvaient en effet envoyer des dessins de tenues, accessoires mais également de mobilier par courrier pour inspirer les dessinateurs. Chaque fois, le lecteur gagnant était crédité avec en précision, sa ville. Ceci amène la constitution d'un lectorat de fan qui interagissent avec le créateur du comics et qui forment un réseau de correspondants. Certains numéros étaient également accompagnés de poupées en papier de Katy.

### Magazine de fan et retour

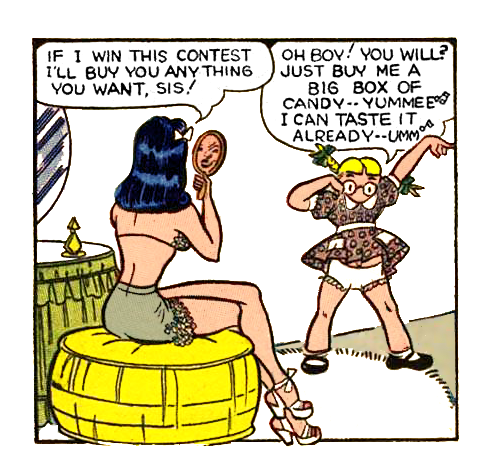
Extrait d'un comics dans lequel Katy apparaît avec sa petite sœur, « Sis ».

En 1961, les ventes du comics faiblissent et il est arrêté. Mais en 1978, le grand magasin Saks Fifth Avenue utilise des comics de Katy Keene pour décorer ses vitrines. À la suite de ce regain d'intérêt, Archie Comics donne la permission à des dessinateurs et scénaristes fan du personnage de lancer une revue intitulée Katy Keene Fan Magazine avec la participation de John S. Lucas.
En 1983, Archie Comics décide de relancer la série avec des reprises d'anciens numéros ainsi que des nouveaux réalisés par des artistes travaillant sur les autres séries de l'éditeur, notamment celles sur Archie Andrews. John S. Lucas est également invité à rejoindre l'équipe travaillant sur le comics, l'éditeur ayant été impressionné par son travail sur le magazine de fan dédié au personnage. Ce dernier relance alors la tradition des numéros spéciaux accompagnés de poupées en papier du personnage.

### Courtes apparitions entre 1994 et 2008

Logo original de la série de comics.

Au début des années 1990, Archie Comics met une nouvelle fois le personnage de côté, mais le remet en scène en 1994 le temps d'une petite apparition dans un numéro spéciaux en collaboration avec Marvel Comics, Archie Meets the Punisher, dans lequel Archie Andrews et sa bande rencontre le Punisher.
En 2005, l'éditeur ré-invente le personnage en lycéenne dont le rêve est de devenir mannequin. Cette nouvelle version est introduite dans un numéro gratuit paru lors du Free Comic Book Day puis dix petites histoires secondaires sont publiées en fin des dix premiers numéros du comics Archie & Friends. Ces dix histoires sont réunies dans un comics intitulé Katy Keene Model Behavior en 2008. Par la suite, le personnage n'est plus apparu dans les publications de l'éditeur.

### VersionNew Riverdale
En 2015, Archie Comics décide d'effectuer un reboot général de son univers, séparant l'univers dit "classique" d'un nouvel univers moderne intitulé New Riverdale.
La nouvelle version de Katy Keene est introduite dans cet univers en janvier 2020 avec un arc spécial de la série principale, Archie, intitulé Archie & Katy Keene. La nouvelle Katy reste dans la veine de la version originale mais avec plusieurs ajouts modernes dont le fait qu'elle est maintenant célèbre sur Instagram.

## Dans la culture populaire

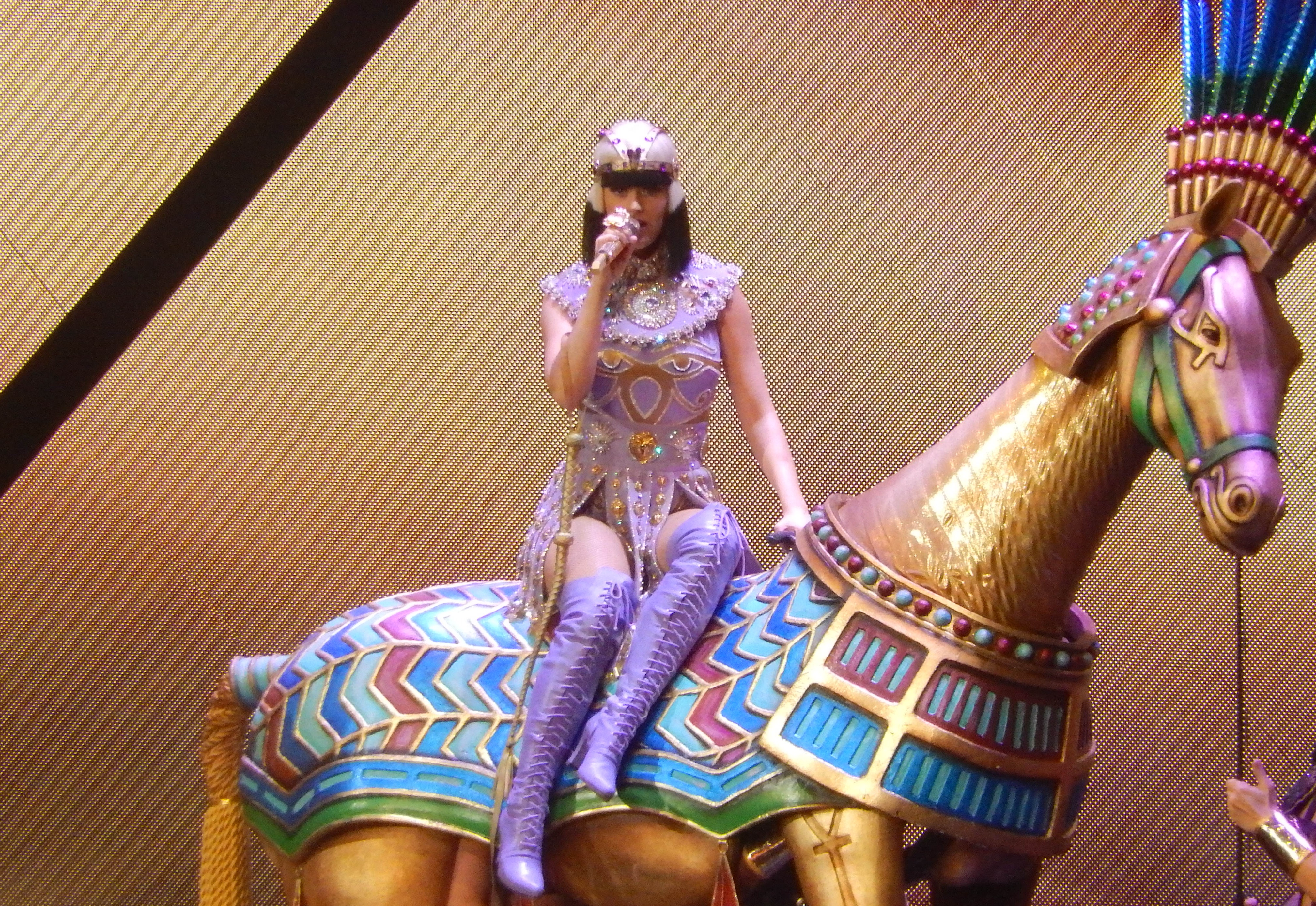
La chanteuse Katy Perry dont l'univers est souvent soupçonné d'être inspiré par le personnage.

En 2011, le personnage est classé 57e du classement des 100 femmes les plus sexy des comics du magazine Comics Buyer's Guide.
Plusieurs sites spécialisés ont remarqué de nombreuses similarités entre les tenues du personnage et celles de la chanteuse Katy Perry, dont la direction artistique est souvent très proche, voir identiques, de l'univers de Katy Keene. Néanmoins, la chanteuse n'aborda jamais le sujet et ne cita jamais le personnage comme éventuelle inspiration.

## Adaptation dans d'autres médias

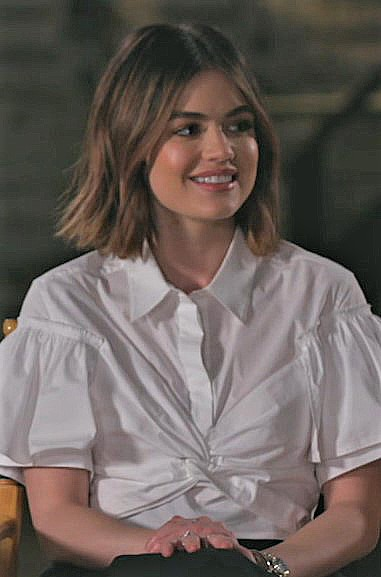
Lucy Hale, l'interprète du personnage dans la série Katy Keene.

En janvier, le réseau américain The CW annonce la commande d'un pilote pour un projet de série se déroulant dans l'univers de la série télévisée Riverdale et centré sur plusieurs personnages d'Archie Comics dont Katy Keene. Le projet est officiellement lancé à la suite de la commande de la série en mai de la même année.
La série met en scène Katy, encore inconnue, et trois autres personnages d'Archie Comics à la poursuites de leurs rêves en plein cœur de New York. Son ton est très différent de Riverdale, la série étant une comédie dramatique et musicale. L'un des personnages de l'éditeur présent dans la série est Josie McCoy, toujours interprétée par Ashleigh Murray qui quitte Riverdale pour cette nouvelle série.
L'actrice et chanteuse Lucy Hale est l'interprète de Katy Keene dans cette série qui marque la première adaptation du personnage qui n'était auparavant jamais apparue dans les différentes adaptations des publications d'Archie Comics.
Avant la diffusion de la série, Katy fait sa première apparition dans un épisode de la quatrième saison de Riverdale dans lequel Veronica Lodge se rend à New York. Le personnage avait fait référence à Katy quelques épisodes plus tôt, laissant comprendre que les deux jeunes femmes se connaissent déjà.